# 2010 en Russie
Cet article présente les faits marquants de l'année 2010 en Russie.

## Évènements
- Lundi 1er mars 2010 : visite officielle, jusqu'au 3, du président Medvedev à Paris pour l'inauguration de l'exposition « Sainte Russie » au musée du Louvre. Il rencontre le président Sarkozy au sujet de l'achat par la Russie de 4 navires militaires  « Mistral » et de la position diplomatique russe sur le dossier iranien.
- Lundi 29 mars 2010, Moscou : double attentat-suicide dans le métro faisant 35 morts.
- Mercredi 31 mars 2010, Daghestan : deux attentats à Kizliar font au moins 12 morts.
- Mercredi 7 avril 2010 : les premiers ministres polonais, Donald Tusk, et russe, Vladimir Poutine, assistent à la cérémonie à la mémoire des 22 000 officiers, soldats et résistants civils polonais massacrés par le NKVD soviétique dans la forêt de Katyn en avril 1940.
- Jeudi 8 avril 2010 : le président Dmitri Medvedev signe à Prague avec le président Barack Obama, le nouveau traité Start follow-on qui succède au traité Start I de 1991 sur la réduction des armes nucléaires stratégiques offensives arrivé à expiration fin 2009.
- Samedi 10 avril 2010 : crash à proximité de la piste d'atterrissage de l'aéroport militaire de Smolensk du Tupolev transportant le président polonais, Lech Kaczynski, son épouse et de nombreux dignitaires civils et militaires (le chef d'état-major, les chefs des trois armes de l'armée polonaise, quatre ministres, 18 parlementaires, des dignitaires de l'Église polonaise et le président de la banque centrale), qui se rendaient à Katyn pour le 70e anniversaire du massacre de 22 000 officiers, soldats et résistants civils polonais par le NKVD soviétique.
- Mercredi 21 avril 2010 : La Russie et l'Ukraine signent la prolongation jusqu'en 2042 du bail de la base marine russe de Sébastopol (Crimée) en échange d'une baisse de 30 % du prix du gaz russe fourni à l'Ukraine.